# Abramovo
Abramovo (en russe : Абра́мово) est un village de Russie dans l'arrondissement (raïon) d'Arzamas de l'oblast de Nijni Novgorod, siège administratif du conseil rural du même nom.

## Géographie
Abramovo se trouve à 12 km à l'ouest d'Arzamas (le chef-lieu d'arrondissement) par la route. Merlino est la localité rurale la plus proche.

## Histoire
Il y a près du village un site funéraire intéressant d'un point de vue archéologique, appelé le site d'Arzamas, où l'on a retrouvé des sépultures de Mordves du IVe siècle au VIIe siècle.
Le village est fondé par Ilia Klimov en 1552.
Une grande route de poste traversait le village au XIXe siècle. Un relais de poste s'y trouvait, le plus proche de celui de Boldino, On y changeait les chevaux venus de Boldino.

## Population
- 2002: 1483 habitants
- 2010: 1383 habitants

## Église de la Nativité-de-Saint-Jean-Baptiste

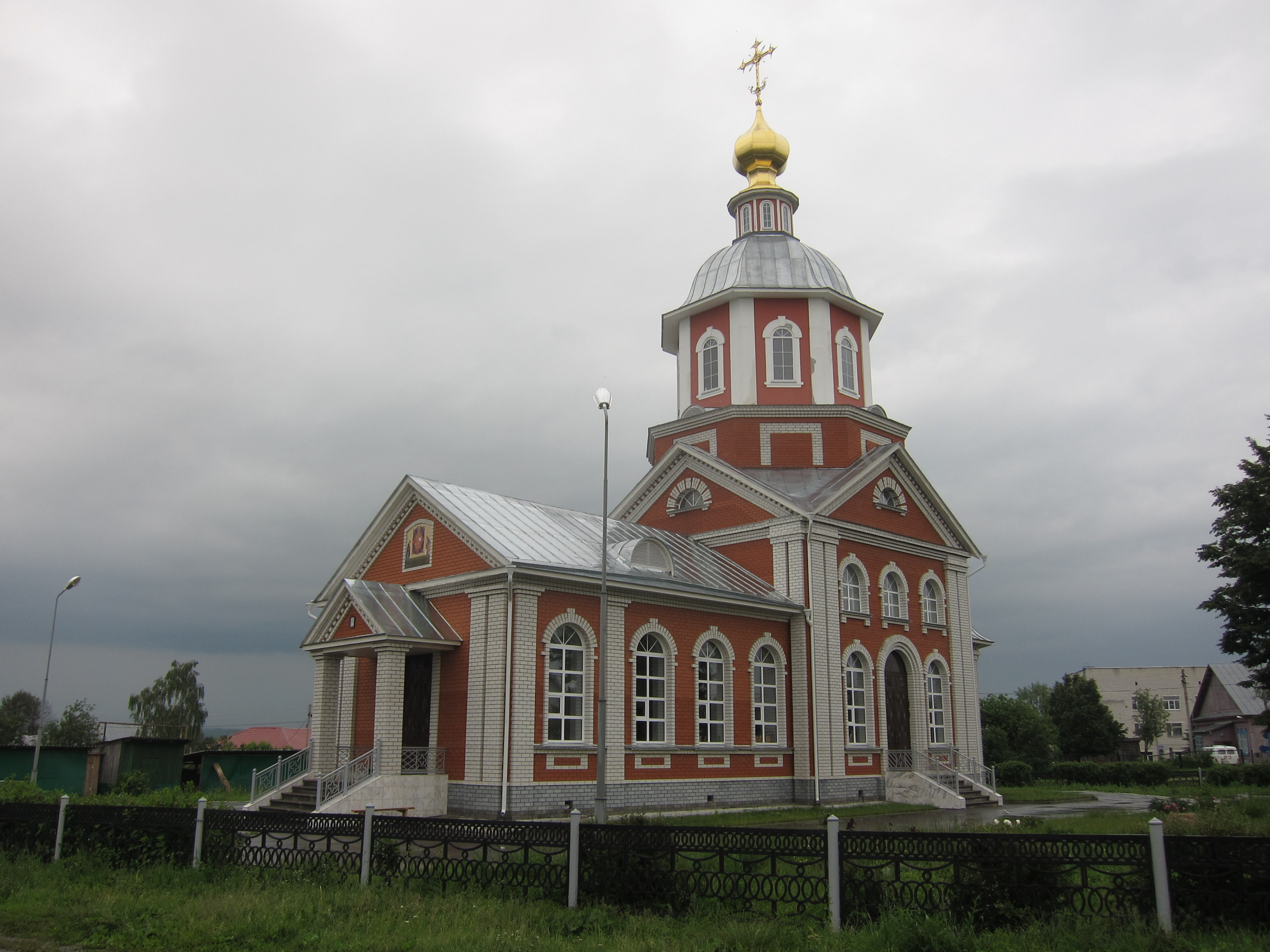
L'église de la Nativité-de-Saint-Jean-Baptiste.

L'église de la Nativité-de-Saint-Jean-Baptiste est fermée par les autorités communistes locales en 1937 et détruite en 1975; mais le clocher de 36 mètres de hauteur est en partie préservé pour servir de château d'eau. L'on commence à reconstruire l'église dans les années 2000 qui est terminée en 2010. Le 12 octobre 2010, l'archevêque Georges de Nijni Novgorod et d'Arzamas célèbre la première liturgie divine dans l'église restaurée.
L'église est consacrée le 9 septembre 2011 et le clocher est béni le 4 juin 2012.
L'église dépend du doyenné d'Arzamas de l'éparchie de Nijni Novgorod.

## Galerie

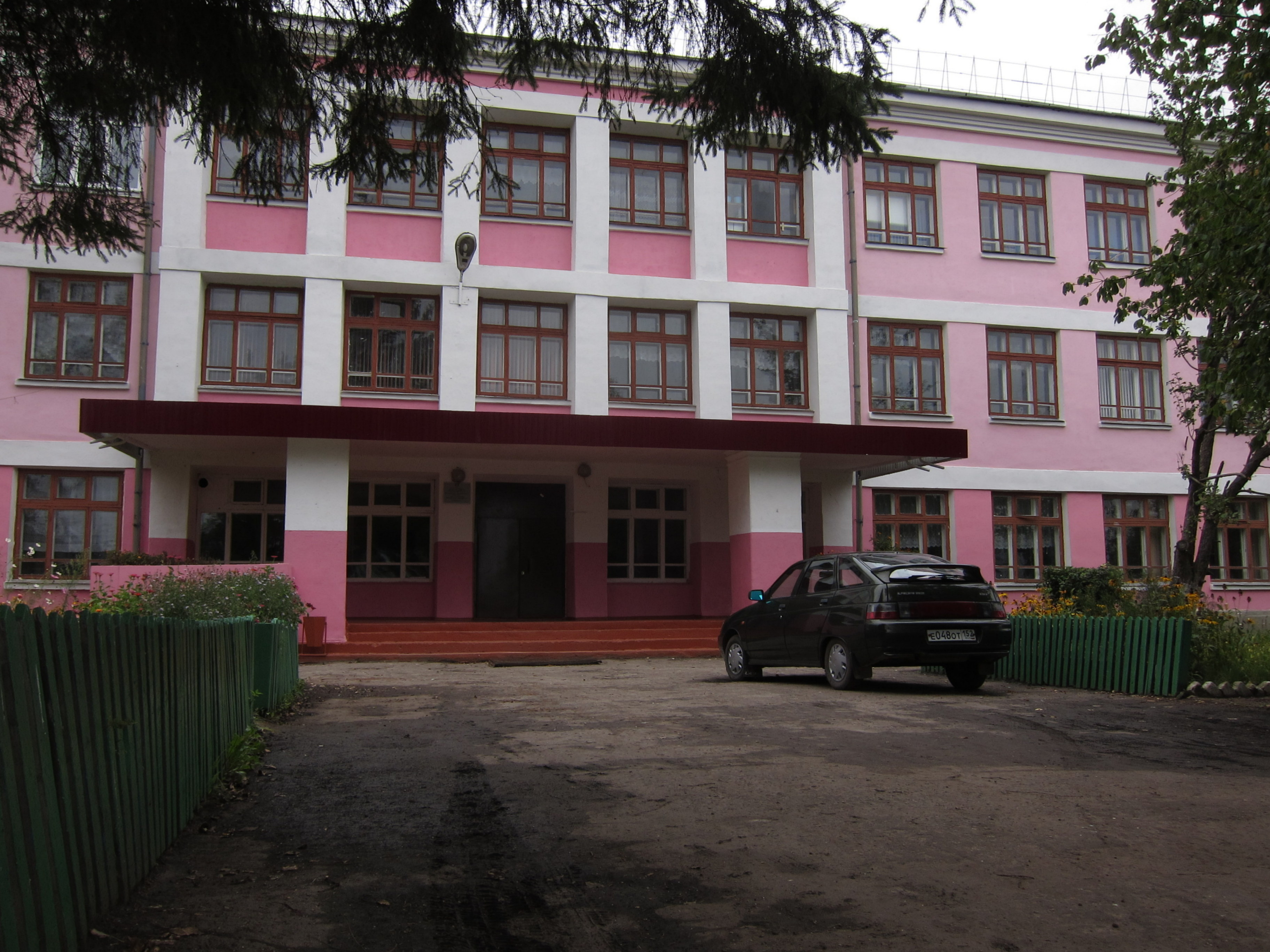
École du village
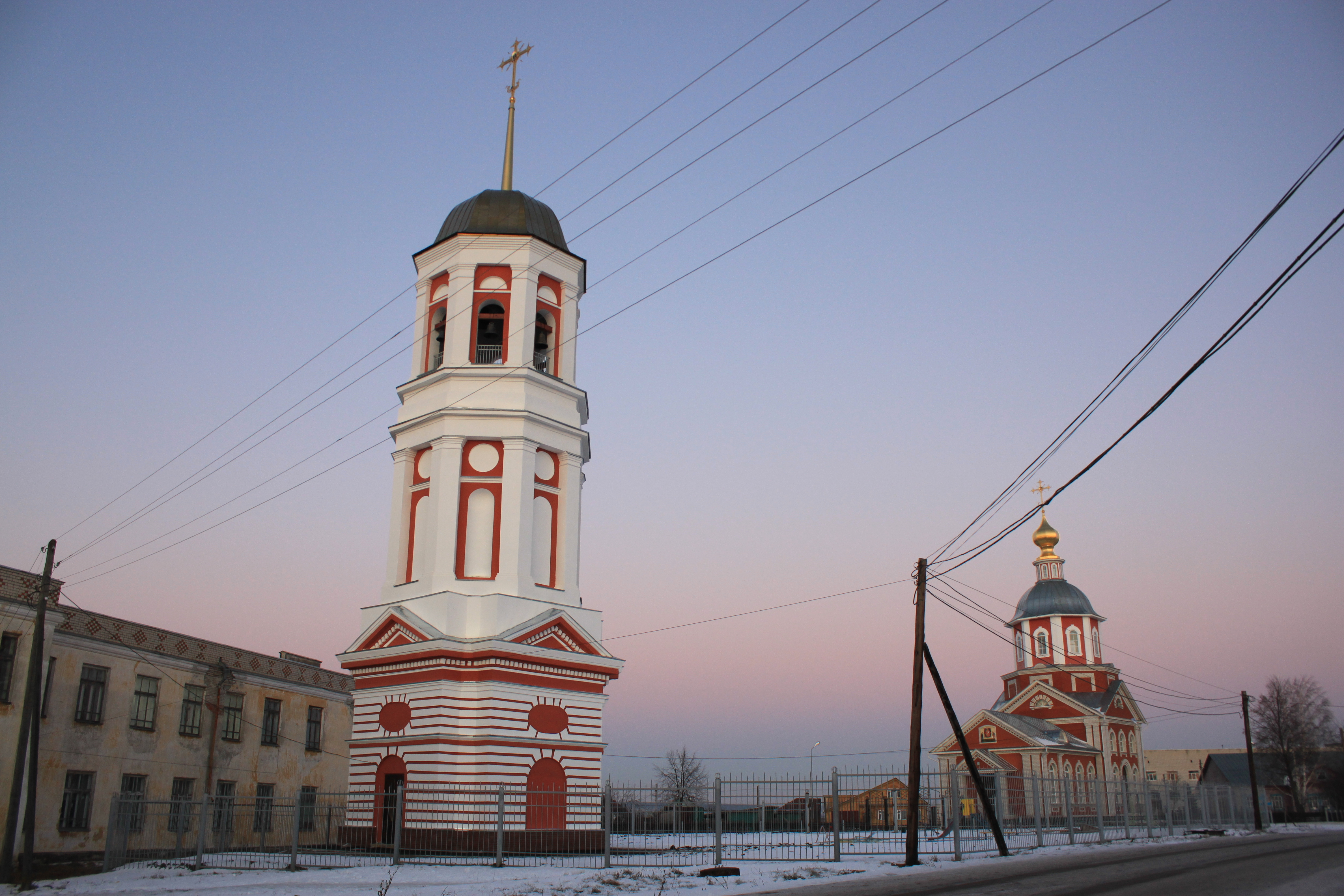
Le clocher et l'église au fond
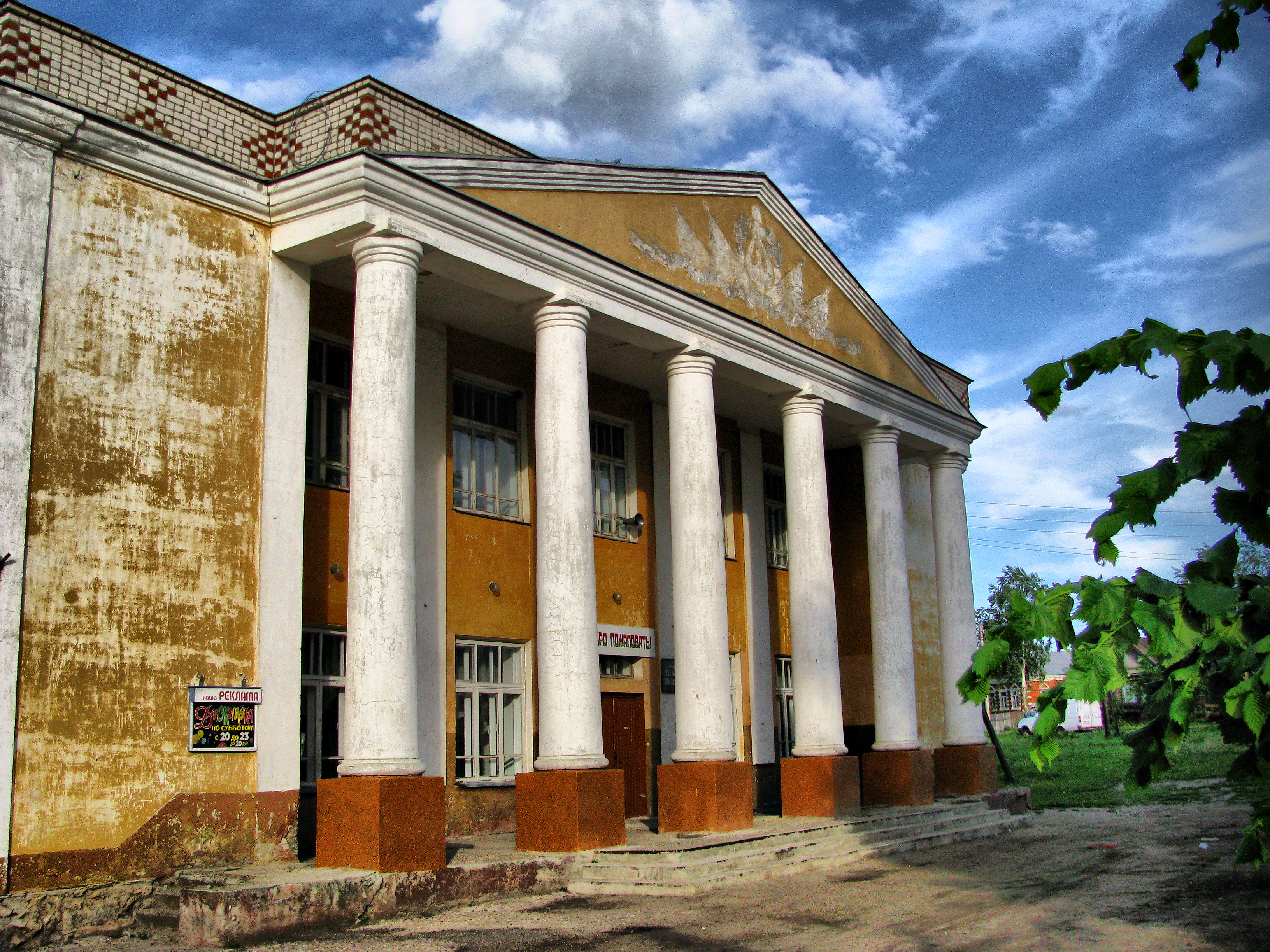
La maison de la culture